# 諾福克野生動植物信託基金
諾福克野生動植物信託基金（英語：Norfolk Wildlife Trust）是英國、北愛爾蘭、曼島和奧爾德尼的46個野生動物信託基金之一。成立於1926年，是所有信託中歷史最悠久的。它擁有超過35,500名會員和8個當地團體，管理著50多個自然保護區和其他受保護地點。它還為個人和組織提供保護建議，為實地考察的年輕人提供教育服務，並在自然保護區組織娛樂和信息活動。諾福克野生動物信託基金包括二十六個具特殊科學價值地點、9個國家級自然保護區、12個自然保護審查地點、16個特別保育區、12個特別保護區、11個拉姆薩爾濕地、2個地方自然保護區、4個地質保護審查地點以及5個傑出自然風景區。